# Bryły
Bryły – część miasta Jasło, do 1977 samodzielna wieś. Leży na północny zachód od centrum miasta, w okolicy ulicy Starowiejskiej.

## Historia
Dawniej wieś i gmina jednostkowa w powiecie jasielskim, za II RP w woј. krakowskim. W 1934 w nowo utworzonej zbiorowej gminie Jasło, gdzie utworzyła gromadę.
Podczas II wojny światowej w gminie Jaslo w powiecie Jaslo w dystrykcie krakowskim (Generalne Gubernatorstwo). Liczyły wtedy 282 mieszkańców.
Po wojnie znów w gminie Jasło w powiecie jasielskim, w nowo utworzonym województwie rzeszowskim. Jesienią 1954 zniesiono gminy tworząc gromady. Bryły weszły w skład nowo utworzonej gromady Kaczorowy, a po jej zniesieniu 30 czerwca 1960 – w skład gromady Sobniów. Tam przetrwały do końca 1972 roku, czyli do kolejnej reformy gminnej.
1 stycznia 1973 ponownie w gminie Jasło. Od 1 lipca 1975 w województwie krośnieńskim.
1 lutego 1977 Bryły włączono do Jasła.